# Ліпованка
Ліпованка (рум. Lipovanca) — село у Синжерейському районі Молдови. Входить до складу комуни, адміністративним центром якої є село Біліченій-Ной.

## Географія
Село розташоване на висоті 117 метрів над рівнем моря.

## Населення
За даними перепису населення 2004 року у селі проживали 124 особи.
Національний склад населення села:
| Національність | Кількість осіб | Відсоток |
| -------------- | -------------- | -------- |
| українці       | 72             | 58,1%    |
| молдавани      | 40             | 32,3%    |
| цигани         | 8              | 6,5%     |
| росіяни        | 3              | 2,4%     |
| євреї          | 1              | 0,8%     |
| Всього         | 124            | 100%     |